# 多田荘
多田荘（ただのしょう）は、摂津国川辺郡北部（現在の兵庫県川西市全域及び宝塚市北部、三田市東部、猪名川町全域）に存在した荘園。摂関家（近衛家）領。初期清和源氏の拠点となった。

## 歴史
平安時代中期に摂津守を務めた源満仲によって開発される。満仲が多田に入部した時期は明確でないが、天禄元年（970年）に居館付近に多田院を建立したとされることから、記述に従った場合これ以前であると考えられている。後に武家として発展する清和源氏の最初の本拠地とされ、その荘域は川辺郡北部全域にあたる広大な範囲に及ぶことから、後に「御領山九万八千町」とも呼ばれた。荘内には銅・銀などを産出する鉱山（多田銀山）を擁し、初期源氏一門の経済的基盤となっていたとも推察される。
満仲の没後は嫡子源頼光の直系子孫（多田源氏）が代々相伝し、源頼綱（満仲の曾孫）の時代に摂関家に寄進され立荘。また多田荘は満仲の時代より、その地形要素も相俟った治外法権的性格が度々指摘される。
降って多田行綱（頼綱の玄孫）が治承・寿永の乱を経た元暦2年（1185年）に源頼朝から追放されると、多田荘は頼朝の手に渡り、摂津国惣追捕使（守護）となった源氏一門の御家人・大内惟義が頼朝の命を受け直接支配した。また多田源氏没落後、満仲以来の源氏の郎党であった荘内の在地武士達は頼朝から御家人として安堵され、閑院内裏の大番役を命ぜられる（多田院御家人）。その後、源氏将軍家が断絶し、大内惟義・惟信父子も承久の乱で京方に与して失脚すると多田荘は北条泰時の手に渡り、以後得宗家によって地頭職が相伝され、北条氏の公文所が本所近衛家の請所となっていた。
南北朝時代に入ると京極氏の支配下となる。また京に幕府を開いた源氏一門の足利将軍家が始祖の霊廟であるとして多田院を篤く信仰し、足利尊氏以下歴代将軍の分骨を多田院に収めたほか、荘内の多田院領に対しても段銭免除や守護使不入などの特権を与えた。なお文明4年（1472年）には源満仲に従二位が贈位されたが、これには当時の政情に加え「多田院鳴動」が関係していた。
応仁の乱以降は多田院御家人の筆頭格であった塩川氏が荘内の新田城や山下城を居城として国人領主に成長した。しかし北に隣接する能勢氏と折り合いが悪く幾多に渡る抗争を繰り広げたほか、織田信長による摂津侵攻もあり、戦国時代を通した度重なる戦乱によって荘内は疲弊した。